# Johann Rudolf Wettstein
 (mai 2009).
Si vous disposez d'ouvrages ou d'articles de référence ou si vous connaissez des sites web de qualité traitant du thème abordé ici, merci de compléter l'article en donnant les références utiles à sa vérifiabilité et en les liant à la section « Notes et références ».

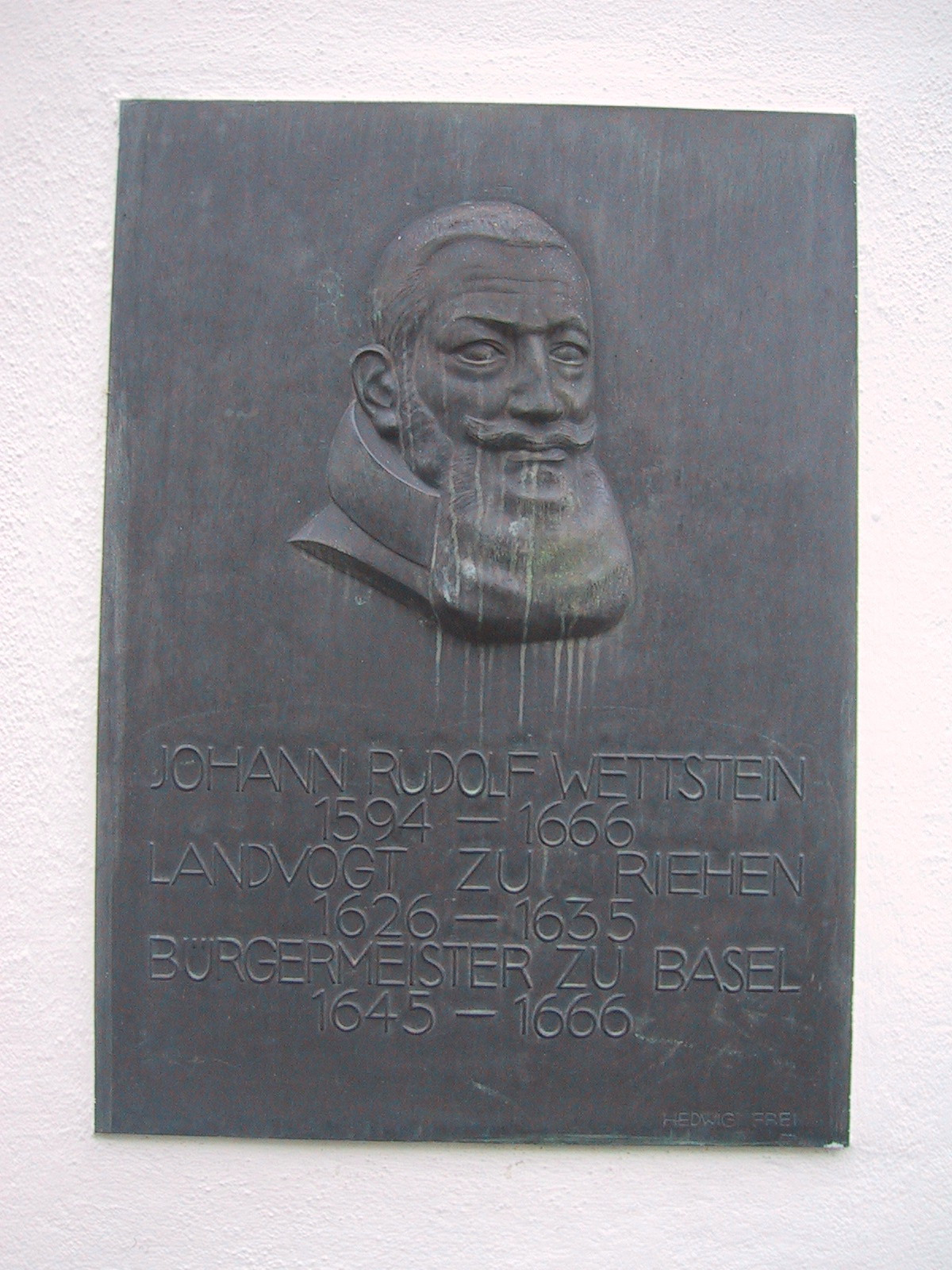
Plaque commémorative à Riehen en l'honneur de Johan Rudolf Wettstein

Johann Rudolf Wettstein, né le  27 octobre 1594 à Bâle et mort le 12 avril 1666 dans cette même ville, est une personnalité politique suisse.

## Biographie
Élu bourgmestre de Bâle en 1645 après avoir exercé les différentes charges municipales, Wettstein rend de grands services pendant les troubles de la guerre de Trente Ans, non seulement à sa ville d'origine, mais aussi à la Confédération tout entière.
Grâce à son action en faveur de la paix à l'intérieur de la Suisse et de la sauvegarde de la neutralité des cantons, il passe à l'étranger pour le « roi de la Suisse »[réf. nécessaire]. Lors de la paix de Westphalie en 1648, après avoir imposé la participation de la Suisse aux congrès de Münster et d'Osnabrück, il obtient pour l'ensemble de la Suisse la reconnaissance de son entière liberté et exemption à l'égard de l'Empire. 
Lors de la guerre des paysans de 1653 qui secoue la Suisse et qui lance la paysannerie, surtout celle des cantons de Berne et de Lucerne, à l'assaut des villes en vue d'une amélioration de leurs droits. Il contribue pour une part essentielle, à la défaite des paysans mal armés et renforce ainsi les tendances absolutistes des autorités urbaines. Pendant les guerres de religions, qui durent en Suisse plus longtemps que dans le reste de l'Europe[réf. nécessaire], il fait ses preuves comme négociateur et comme pacificateur (« troisième paix territoriale » de 1656).